# 호켄인
호켄인(일본어: 豊倹院 ほうけんいん[*], 생몰년 미상)은 에도 막부 13대 쇼군 도쿠가와 이에야스의 측실이다. 이름은 시가 (志賀(しが))이다. 아버지는 하타모토 호리 토시쿠니이다. 법명은 호켄인 말고도 만켄인(満倹院)이라고도 한다.

## 생애
병약한 이에사다의 오오쿠에서 유일하게 측실이 되는 총애를 받았다. 이에사다 사망 후에는 사쿠라다 고요야시키로 옮기지만, 게이오 연간 호켄인의 방이 오오쿠에 존재했음을 알 수 있어, 얼마 지나지 않아 오오쿠로 돌아왔다고도 한다.
이에사다의 명복을 비는 여생을 보내며, 메이지 유신에 이르렀다고 하나, 한편으로는 주변의 사치품을 가지고 고향에서 부유한 생활을 했다고도 하는데 확실하지 않다. 메이지 초년 경에 죽었다고 한다.

## 관련 작품

### TV드라마
- 『아츠히메』 (NHK대하드라마, 2008년) - 츠루다 마유

### 만화
- 『오오쿠』 (하쿠센샤, 요시나가 후미)